# Еремеевка (Пензенская область)
Ереме́евка — село в Сосновоборском районе Пензенской области России. Входит в состав Еремеевского сельсовета.

## География
Село находится в восточной части Пензенской области, в пределах Приволжской возвышенности, в лесостепной зоне, на правом берегу реки Чусарлей, на расстоянии примерно 18 км (по прямой) к северу от Сосновоборска, административного центра района. Абсолютная высота — 256 м над уровнем моря.

### Климат
Климат характеризуется как умеренно континентальный, с холодной продолжительной зимой и тёплым летом. Средняя температура воздуха самого тёплого месяца (июля) — 19 °C (абсолютный максимум — 39 °C); самого холодного (января) — −13 °C (абсолютный минимум — −46 °C). Среднегодовое количество атмосферных осадков варьируется от 480 до 627 мм, из которых большая часть выпадает в тёплый период. Снежный покров держится в течение 150—160 дней.

### Часовой пояс
Село Еремеевка, как и вся Пензенская область, находится в часовой зоне МСК (московское время). Смещение применяемого времени относительно UTC составляет +3:00.

## Население
| 1748 | 1785 | 1790 | 1864 | 1877 | 1912 | 1926 |
| ---- | ---- | ---- | ---- | ---- | ---- | ---- |
| 362  | ↘200 | ↗269 | ↗357 | ↗383 | ↗478 | ↘470 |
| 1930 | 1939 | 1959 | 1979 | 1989 | 1996 | 2002 |
| ↗481 | ↗502 | ↘397 | ↘317 | ↘102 | ↘66  | ↘38  |
| 2010 |      |      |      |      |      |      |
| ↘0   |      |      |      |      |      |      |

### Национальный состав
Согласно результатам переписи 2002 года, в национальной структуре населения русские составляли 100 % из 38 чел.

## Известные уроженцы
- Бизин, Николай Петрович (1928—2002) — советский шахтёр, Герой Социалистического Труда.